# Delisleia pattersoni
Delisleia pattersoni är en stekelart som beskrevs av Girault 1936. Delisleia pattersoni ingår i släktet Delisleia och familjen puppglanssteklar. Inga underarter finns listade i Catalogue of Life.